# Stan Anderson
Stanley „Stan” Anderson (ur. 27 lutego 1933 w Horden, zm. 10 czerwca 2018) – angielski piłkarz grający podczas kariery na pozycji pomocnika.

## Kariera klubowa
Stan Anderson piłkarską karierę rozpoczął w Sunderlandzie w 1952. W 1958 spadł z Sunderlandem do drugiej ligi, by po dwóch latach z niej spaść. W trakcie sezonu 1963/64 przeszedł do innego drugoligowca Newcastle United. Ze Srokami awansował do Division One w 1965. W trakcie sezonu 1965/66 przeszedł do drugoligowego Middlesbrough, w którym wkrótce zakończył karierę, decydując się na pracę trenera Boro.
| Sezon   | Klub                  | Kraj   | Rozgrywki    | Mecze | Bramki |
| ------- | --------------------- | ------ | ------------ | ----- | ------ |
| 1952/53 | Sunderland A.F.C.     | Anglia | Division One | 9     | 0      |
| 1953/54 | Sunderland A.F.C.     | Anglia | Division One | 34    | 3      |
| 1954/55 | Sunderland A.F.C.     | Anglia | Division One | 41    | 4      |
| 1955/56 | Sunderland A.F.C.     | Anglia | Division One | 37    | 2      |
| 1956/57 | Sunderland A.F.C.     | Anglia | Division One | 36    | 7      |
| 1957/58 | Sunderland A.F.C.     | Anglia | Division One | 39    | 1      |
| 1958/59 | Sunderland A.F.C.     | Anglia | Division Two | 41    | 7      |
| 1959/60 | Sunderland A.F.C.     | Anglia | Division Two | 41    | 2      |
| 1960/61 | Sunderland A.F.C.     | Anglia | Division Two | 41    | 0      |
| 1961/62 | Sunderland A.F.C.     | Anglia | Division Two | 38    | 1      |
| 1962/63 | Sunderland A.F.C.     | Anglia | Division Two | 35    | 4      |
| 1963/64 | Sunderland A.F.C.     | Anglia | Division Two | 10    | 0      |
| 1963/64 | Newcastle United F.C. | Anglia | Division Two | 24    | 4      |
| 1964/65 | Newcastle United F.C. | Anglia | Division Two | 41    | 8      |
| 1965/66 | Newcastle United F.C. | Anglia | Division One | 16    | 1      |
| 1965/66 | Middlesbrough F.C.    | Anglia | Division Two | 21    | 2      |

## Kariera reprezentacyjna
W reprezentacji Anglii Anderson zadebiutował w 4 kwietnia 1962 w wygranym 3–1 towarzyskim meczu z Austrią. Drugi i zarazem ostatni raz w reprezentacji wystąpił 14 kwietnia 1962 w przegranym 0–2 meczu British Home Championship ze Szkocją. Kilka tygodni później Anderson był w kadrze na mistrzostwa świata w Chile.
| Mecze i gole w reprezentacji | Mecze i gole w reprezentacji | Mecze i gole w reprezentacji | Mecze i gole w reprezentacji | Mecze i gole w reprezentacji | Mecze i gole w reprezentacji | Mecze i gole w reprezentacji |
| #                            | Data                         | Miasto                       | Przeciwnik                   | Gol                          | Wynik                        |                              |
| ---------------------------- | ---------------------------- | ---------------------------- | ---------------------------- | ---------------------------- | ---------------------------- | ---------------------------- |
| 1.                           | 04.04.1962                   | Londyn                       | Austria                      |                              | 3:1                          | towarzyski                   |
| 2.                           | 14.04.1962                   | Glasgow                      | Szkocja                      |                              | 0:2                          | British Home Championship    |

## Kariera trenerska
Anderson pod koniec kariery piłkarskiej został trenerem Middlesbrough F.C., z którym w 1966 spadł do trzeciej ligi. Po roku awansował z Boro do drugiej ligi i występował na tym szczeblu rozgrywek do końca kadencji Andersona w 1973. W latach 1973–1974 Anderson pracował w Grecji w AEK Ateny. Po epizodzie w Queens Park Rangers, w latach 1975–1978 Anderson trenował Doncaster Rovers. Ostatnim klubem w karierze Anderson był Bolton Wanderers, który prowadził w latach 1980–1981.